# Attilio Benfatto
Attilio Benfatto (Caselle, 10 de marzo de 1943–Mirano, 5 de abril de 2017) fue un deportista italiano que compitió en ciclismo en las modalidades de pista, especialista en las pruebas de persecución por equipos y medio fondo, y ruta.
Ganó dos medallas en el Campeonato Mundial de Ciclismo en Pista, plata en 1964 y bronce en 1974.
En carretera consiguió dos victorias de etapa en el Giro de Italia, en los años 1969 y en 1972. Además obtuvo una medalla de bronce en el Campeonato Mundial de Ciclismo en Ruta de 1966, en la prueba de contrarreloj por equipos.

## Medallero internacional

### Ciclismo en pista
| Campeonato Mundial | Campeonato Mundial | Campeonato Mundial | Campeonato Mundial          |
| Año                | Lugar              | Medalla            | Competición                 |
| ------------------ | ------------------ | ------------------ | --------------------------- |
| 1964               | París (Francia)    | Medalla de plata   | Persecución por equipos (A) |
| 1974               | Montreal (Canadá)  | Medalla de bronce  | Medio fondo (P)             |

### Ciclismo en ruta
| Campeonato Mundial | Campeonato Mundial | Campeonato Mundial | Campeonato Mundial       |
| Año                | Lugar              | Medalla            | Competición              |
| ------------------ | ------------------ | ------------------ | ------------------------ |
| 1966               | Nürburgring (RFA)  | Medalla de bronce  | Contrarreloj por equipos |

### Resultados en Grandes Vueltas
| Carrera         | 1967 | 1968 | 1969 | 1970 | 1971 | 1972 | 1973 | 1974 |
| --------------- | ---- | ---- | ---- | ---- | ---- | ---- | ---- | ---- |
| Giro de Italia  | Ab.  | 38.º | 25.º | 57.º | 62.º | 55.º | Ab.  | 90.º |
| Tour de Francia | -    | -    | -    | 60.º | Ab.  | -    | -    | -    |
| Vuelta a España | -    | -    | -    | -    | -    | -    | -    | -    |

-: no participa

Ab.: abandono